# شارع النجفي
شارع النجفي هو شارع ثقافي وتجاري يقع في الساحل الأيمن من مدينة الموصل، أسس في العهد العثماني سنة 1913م، يبلغ طوله قُرابة 250 متراً وعرضه 5 أمتار ويعتبر ثاني أقدم شارع في الموصل القديمة، سمي أيضا بشارع المكتبات، لأنه يشبه شارع المتنبي في بغداد، يربط بين سوق الشعارين وشارع نينوى في الشمال، وباب الطوب وباب السراي في الجنوب.

## سبب التسمية
سمي الشارع بهذا الاسم نسبة إلى أسرة النجيفي أو كما يطلق عليها (النجفي) لكثرة تداولها وصعوبة لفظها، وهي من الأسر القادمة من بلاد الشام مع مجموعة من قبيلة بني مخزوم سنة 1638م مع السلطان مراد الرابع في حملتهِ العسكرية لتحرير بغداد من الاحتلال الصفوي عام 1638.

## الموقع
يقع في وسط المدينة بسوق باب الطوب، يتقاطع شارع النجفي مع عدد من الأزقّة العمودية منها زقاق ضيّق يقطع الشارع عند أحد المكتبات، في قسمه الشرقي يقع مسجد الأحمدية، وفي قسمه الغربي مسجد الشيخ عبد الحليم، والزقاق الآخر يتقاطع مع الشارع عند جامع العباس. ويتميّز القسم الشمالي منه بوجود عدد كبير من محلاّت التجارية، وينتهي عند مسجد الصيّاغ الذي رُمم في سنة 2001م.

## اقرأ أيضا
يعتبر شارع النجفي من أهم الشوارع ثقافياً في مدينة الموصل بتواجده في أسواق باب الطوب، مع وجود عدد كبير من المكتبات معظمها تخصصت في بيع الكتب القديمة ومنها المكتبة العربية ومكتبة الأهالي، والبعض منها تخصصت في بيع المجلات المصرية واللبنانية، وبيع الجرائد العراقية الاصلية بشكل يومي، ومكتبات أخرى تخصصت ببيع القرطاسية ومنها مكتبة العسلي، وهذا ما يجعل روادها من الطلبة والباحثين والادباء، وفي القسم الجنوبي يتواجد محلات بيع الاحذية، ويتواجد فيه أقدم خياط فرفوري(عمّا علي)، وأيضا بائعي الحلويات، وفي القسم الشمالي يوجد محلات الصيّاغ بفرع خاص أسمه سوق الصيّاغ، ولاسيما وجود جامع العباس ويعتبر من أقدم الجوامع في الشارع بني سنة 1013م وأعاد بنائه الحاج عبد الباقي الشبخون سنة 1927م وبنى بجانبه غرفة ومدرسة للتعليم وبنى فوقها المصلى وأنشئ للجامع منارة من حديد، وتعتبر أول منارة من حديد أنشئت بالموصل.

## آثار الحرب على الشارع
تعرض الشارع إلى الدمار والحرق أثناء سيطرة داعش على مدينة الموصل، قامت بإحرائقه والقضاء على مكتباته وكتبه ومخطوطاته، وأيضا تعرض لأنفجار سابق سنة 2013، تفجير عربة مفخخة لبيع العصير أسفرت عن مقتل ثمانية أشخاص وإصابة 51 آخرين، ويعتبر شارع النجفي اليوم خاليا، ولاتوجد فيه حركة بسبب الدمار الأخير الذي تعرض له في الحرب على داعش، وهناك حملات وأنشطة شبابية أقيمت فيه لأعادة الحياة له.